# هدانکیا، سایرا لئون
هدانکیا، سایرا لئون (به لاتین: Adonkia, Sierra Leone) یک منطقهٔ مسکونی در سیرالئون است که در Western Area واقع شده‌است.